# Ctenium aromaticum
Ctenium aromaticum là một loài thực vật có hoa trong họ Hòa thảo. Loài này được (Walter) Alph.Wood mô tả khoa học đầu tiên năm 1861.

## Hình ảnh

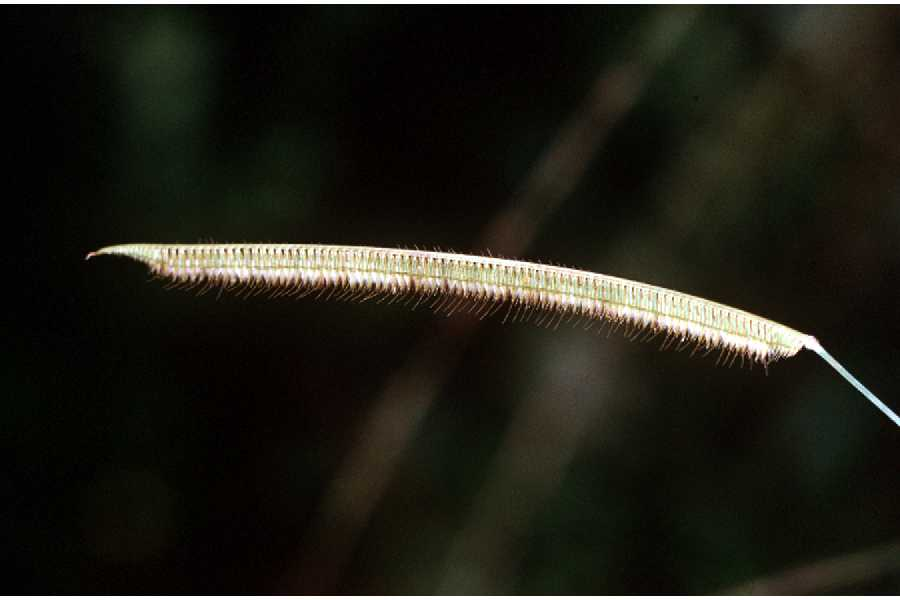